# Limeray
Limeray is een gemeente in het Franse departement Indre-et-Loire (regio Centre-Val de Loire). De plaats maakt deel uit van het arrondissement Tours. Limeray telde op 1 januari 2022 1.261 inwoners.

## Geografie
De oppervlakte van Limeray bedroeg op 1 januari 2022 14,39 vierkante kilometer; de bevolkingsdichtheid was toen 87,6 inwoners per km².

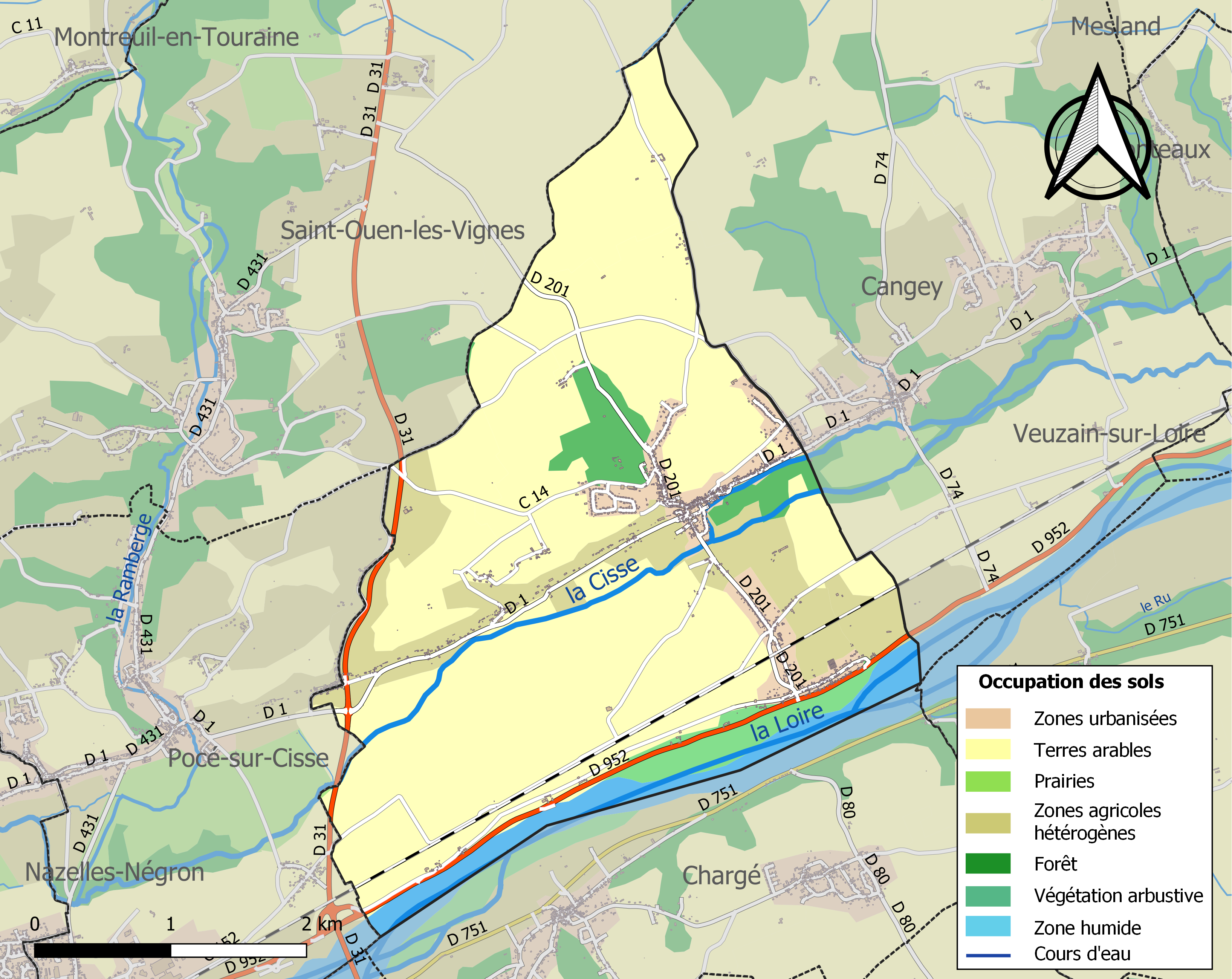
Kaart van de gemeente met belangrijkste infrastructuur, bodemgebruik en omliggende gemeenten

## Demografie
Onderstaande figuur toont het verloop van het inwonertal (bron: INSEE-tellingen).